# Ілавче

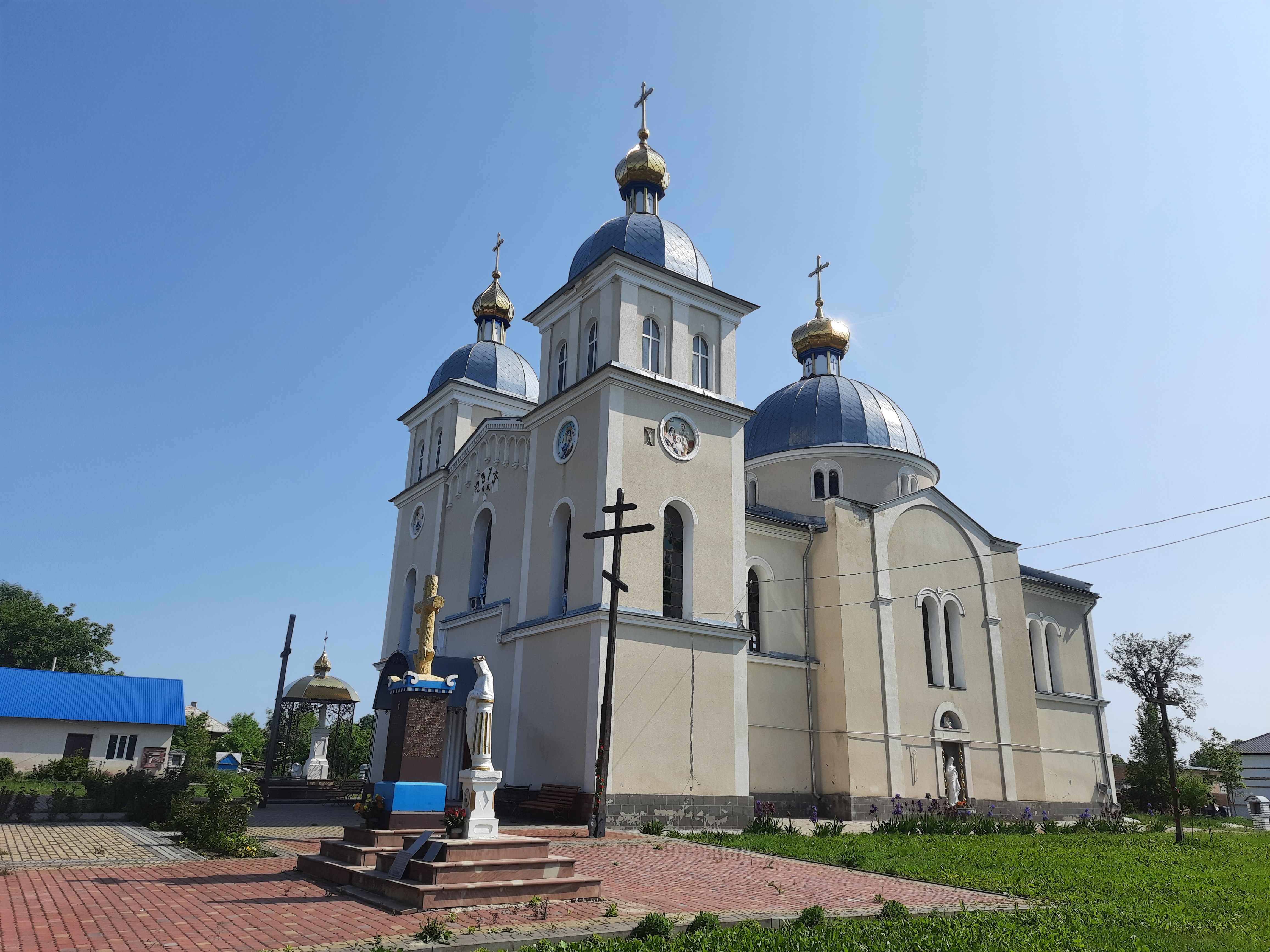
Церква Св. Іоанна Богослова

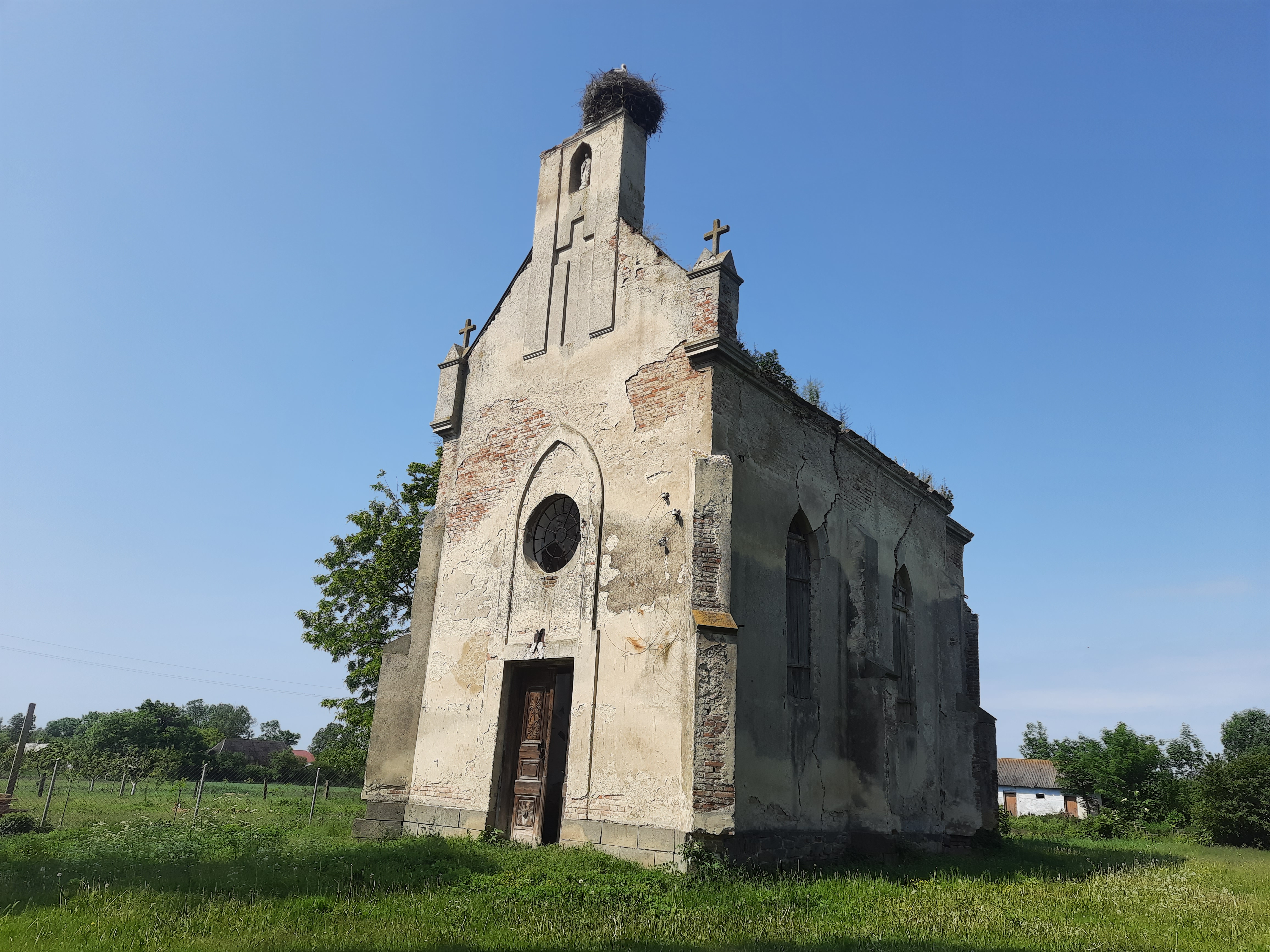
Костел

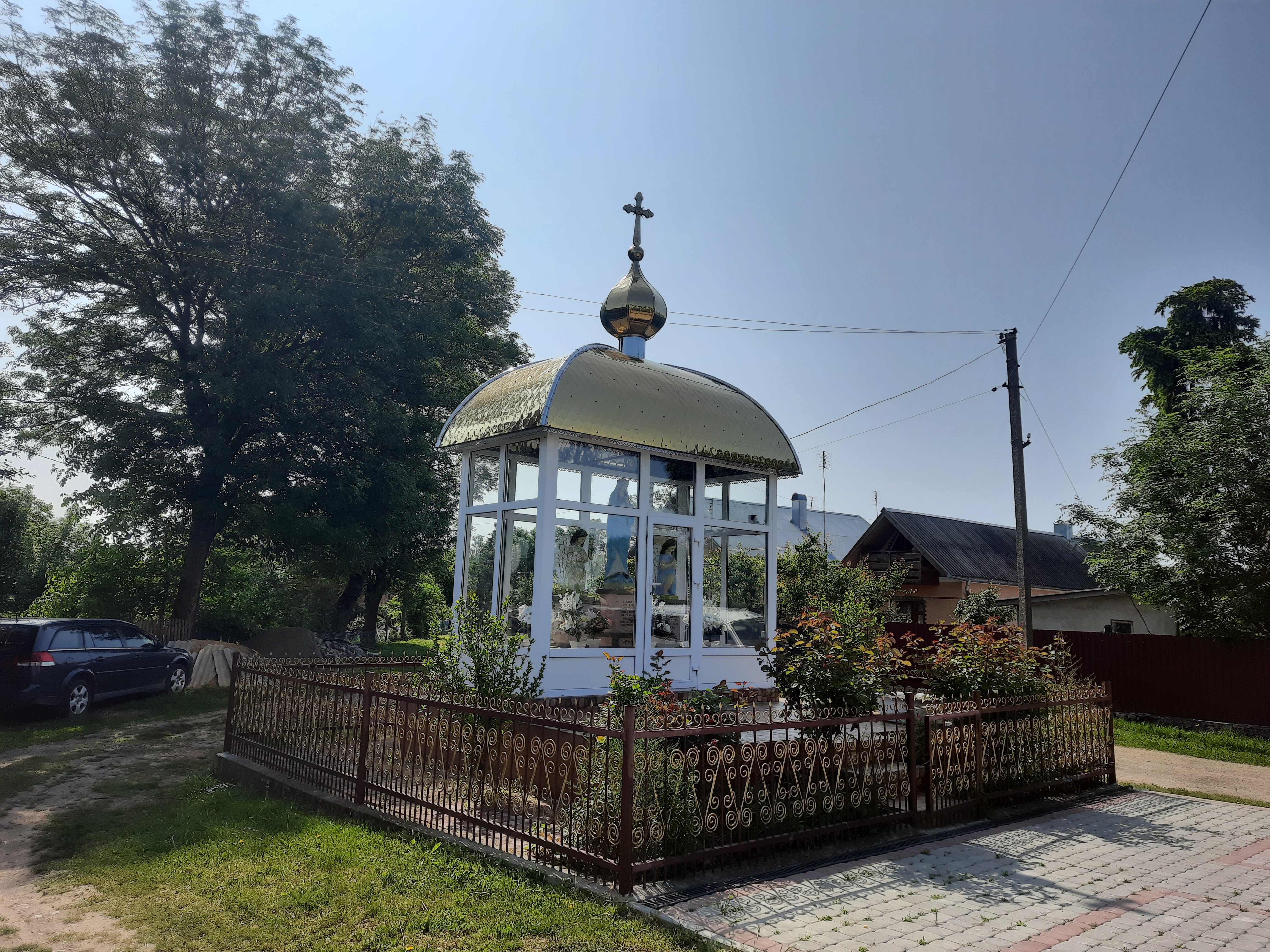
Капличка

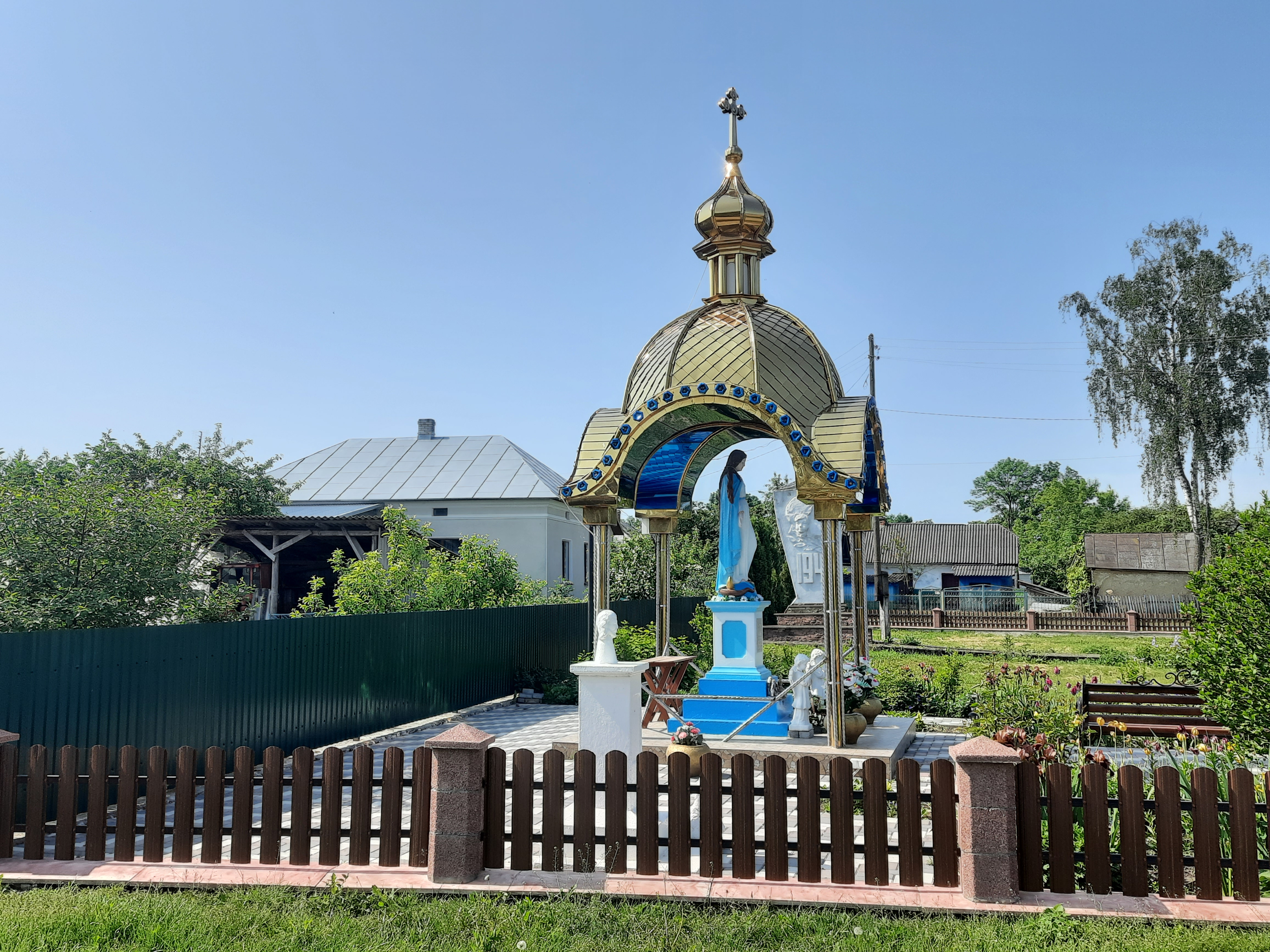
Статуя Божої Матері

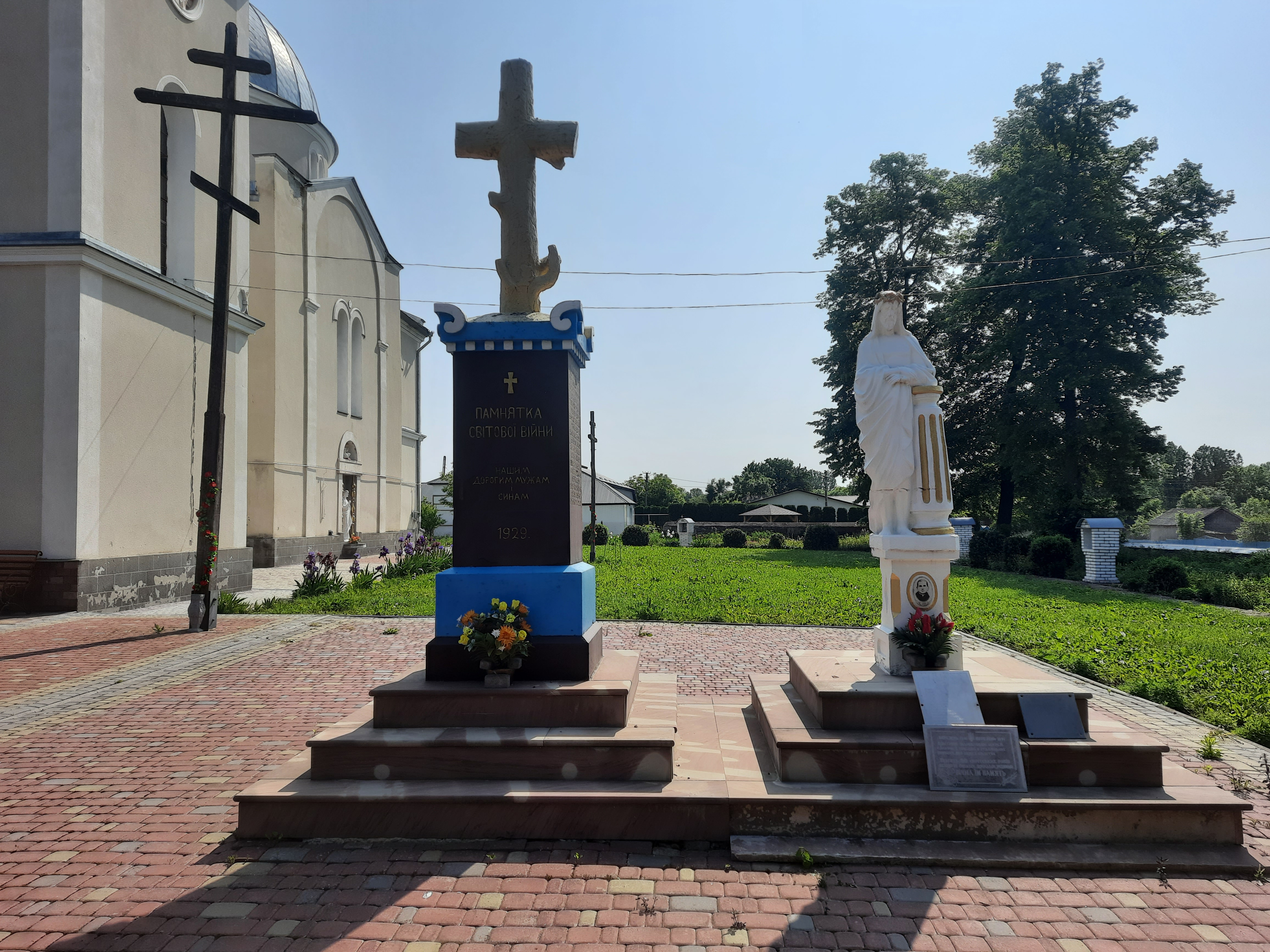
Пам'ятник землякам, які загинули під час Першої світової війни 1914–1918

Іла́вче — село в Україні, у Іванівській сільській громаді Тернопільського району Тернопільської області. До 2015 адміністративний центр однойменної сільської ради. Розташоване на берегах річки Сорочанка.
Від вересня 2015 року ввійшло у склад Іванівської сільської громади.
Населення — 1 325 (2023) (раніше 1575 осіб (2001).

## Історія
Ілавче відоме ще з ХІІІ століття, але археологічні дані засвідчують, що поселення тут існувало ще за княжих часів.
Початкова назва — Вилавче.
Дуже часто село зазнавало спустошень через набіги турків і татар, а за походів хана Батия село було повністю зруйноване. Перша дяківська школа була тут заснована ще в 1412 році.

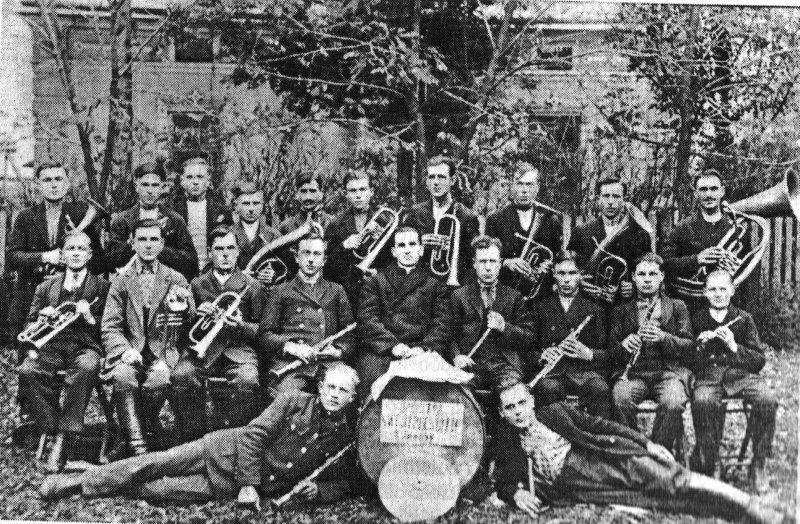
Духовий оркестр «Просвіти»

Подальші документи свідчать, що дерев'яна греко-католицька церква була збудована тут у 1719 році, а будівництво нині діючої церкви Івана Богослова розпочато 1864 року, закінчено у 1873 році, її розписував о. Борачок Юліан. Церкву оздоблювали різьбою венеціанські майстри. Весь кошторис будови склав 33 000 злотих, значну частину з яких пожертвував граф Дульський, що похований у гробівці на церковному подвір'ї. На цьому ж подвір'ї було збудовано перший дім «Просвіти», заснованої о. Билинським Іваном у 1891 році.

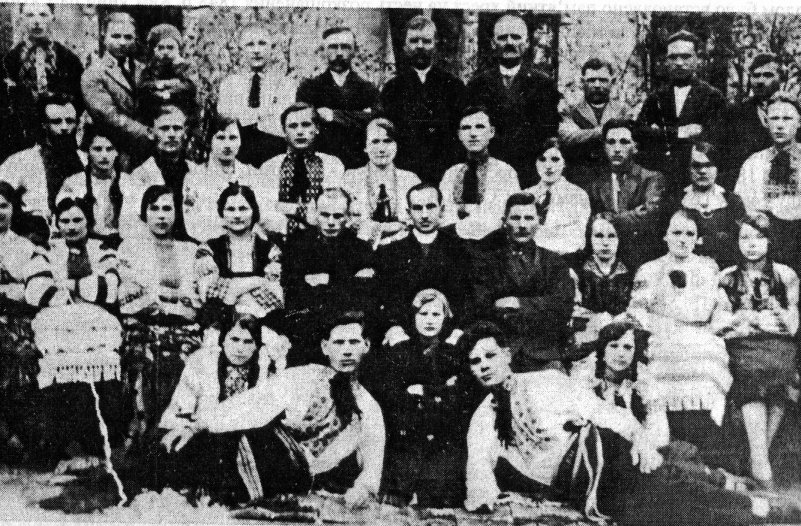
Сільський хор

У 1889 році село відвідав Іван Франко і пробув тут біля двох тижнів.
У 1909 році в селі було збудовано нову хату-читальню «Просвіти». Тоді ж було надруковано книжечку «Історія села Ілавче», засновано духовий і струнний оркестри. У 1929 році громада села на церковному подвір'ї було встановлено пам'ятку Першій Світовій Війні, у якій загинуло багато селян Ілавче.
Священики — борці за волю України.
В 1922 році став парохом о. Райх Йосип Миколайович.
Видатним діячем в селі був священик Йосип Райх. о. Йосип Райх народився в с. Великий Глибочок Тернопільської області 14 квітня 1890 р. Після закінчення Львівської семінарії був парохом в с. Чернихові Збаразького району, а з 1923 р. призначений на парафію в с. Ілавче. Саме тут він одружився з дочкою багатого землевласника. В подружжя народилося чотири сини і донька. Це була надзвичайно добра, високоосвічена людина. Поряд з душпастирською роботою він надавав парафіянам медичну допомогу, з якою був добре ознайомлений. Брав активну участь в громадському житті села. Він був організатором і довголітнім керівником «Просвіти», створив у селі молодіжну організацію «Луг», «Захоронку», гурток «Сільський господар», дитячий і дорослий хори, духовий оркестр, різні аматорські гуртки тощо. Громадська і політична робота з його участю проводилась на високому рівні.
В 1923 році в село повернули дзвін Іван, який виготовлений з дуже доброго сплаву і його дуже далеко чути. Дзвін було вивезено в Росію, але там хтось із наших земляків впізнав дзвін, бо на ньому є напис «село Ілавче». Жителі села урочисто зустрічали дзвін. Його везли декілька пар коней від залізничної станції м. Теребовлі.
У 1928 році в церкві проходила свята місія, про що свідчить закопаний старий дубовий хрест. о. Йосип Райх працював у селі найдовше. Це був сподвижник культури і духовного життя села, був близько знайомий з Ярославом Стецьком.
В роки настоятельства о. Райха перед Другою світовою війною церкву розмалював син о. Юліана Борачка, відомий художник Северин Борачок, уродженець села Ілавче. Художню освіту він здобув у Кракові. Займався різьбою по дереву, малюванням на порцеляні, розписами залів, художнім оформленням вистав, редагував пластові видання, автор багатьох художніх картин і портретів. Серед них — портрет кардинала Йосифа Сліпого.
Отець Райх був дуже активним націоналістом. Тому у Вербну (Лозову) неділю, 15 квітня 1944 року, після закінчення богослужіння в церкві отця схопили поляки брати Галонські, один з них Домінік (Домінько), які співпрацювали з органами НКВС.Жорстоко замучили отця Райха в селі Боричівці. З ним в цей же день загинули члени ОУН-УПА, жителі с. Ілавче, а саме: Бомок Михайло, Сарака Йосип, Люшняк Андрій.
Біля церкви Св. Івана Богослова парафіяни обладнали символічну могилу і встановили фігуру, на якій викарбували імена 17 загиблих членів ОУН-УПА і священика о. Райха.
Після смерті о. Райха на парафії підміняли багато священиків. Одним з них був о. Іван Збаращук, який помер у незалежній Україні в смт. Микулинці.
12 червня 2020 року, відповідно до розпорядження Кабінету Міністрів України № 724-р «Про визначення адміністративних центрів та затвердження територій територіальних громад Тернопільської області» увійшло до складу Іванівської сільської громади.
19 липня 2020 року, в результаті адміністративно-територіальної реформи та ліквідації Теребовлянського району, село увійшло до складу Тернопільського району.

## Політика

### Парламентські вибори, 2019
На позачергових парламентських виборах 2019 року у селі функціонувала окрема виборча дільниця № 610840, розташована у приміщенні сільської ради.
Результати
- зареєстровано 966 виборців, явка 51,24%, найбільше голосів віддано за «Слугу народу» — 27,25%, за Радикальну партію Олега Ляшка — 18,44%, за Всеукраїнське об'єднання «Батьківщина» — 12,30%.[4] В одномандатному окрузі найбільше голосів отримав Микола Люшняк (самовисування) — 34,59%, за Аллу Стечишин (самовисування) — 17,19%, за Ігоря Сопеля (Слуга народу) — 15,30%[5].

## Мікротопоніми
Назви піль: Вигода, Вигони, Долинки, Дубина, Кирнички, Микулин, Пасічиско, Поплави, Рудки, Став, Ставки.

## Поширені прізвища
Атаманчук, Божемський, Буката, Вернигора, Воловець, Герелюс, Горгуць, Грицик, Грушецький, Ґреськів, Деркач, Дзендзера, Дженджара, Джус, Дзюба, Дубик, Дунець, Жінчишин, Куць, Литвак, Мальчос, Мицьо, Новосад, Покровний, Посмітюх, Сарака, Свірський, Трач, Ференц, Чайка, Черневич.

## Населення

### Мова
Розподіл населення за рідною мовою за даними перепису 2001 року:
| Мова       | Кількість | Відсоток |
| ---------- | --------- | -------- |
| українська | 1569      | 99.62%   |
| російська  | 5         | 0.32%    |
| румунська  | 1         | 0.06%    |
| Усього     | 1575      | 100%     |

Село Ілавче розташоване в межах поширення наддністрянських ізоглос. Для мови села характерні такі риси:

## Пам'ятки

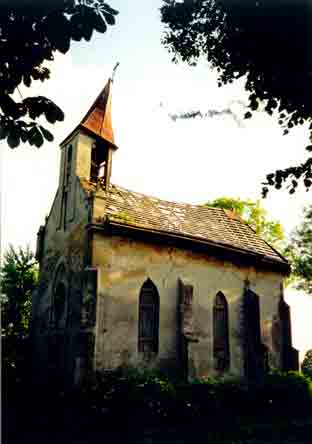

Є церква святого апостола Івана Богослова (1873; мурована; УГКЦ), «фігура» на честь 17 полеглих членів ОУН і вояків УПА.
Споруджено пам'ятники:
- односельцям[d], які загинули у I світовій війні (1929),
- воїнам-землякам, полеглим під час німецько-радянської війни (1967),
- Пам'ятник[d] Т. Шевченку (1993).
- Пам'ятний знак воїнам-землякам, які загинули в роки Другої світової війни.

Встановлено пам'ятні знаки:
- на честь скасування панщини,
- боротьби за тверезість● (скульптура Матері Божої) (1901).
- Пам'ятний знак жертвам тоталітарного режиму[d] (скульптура Ісуса Христа);

Насипана могила УСС (1990).
Пам'ятник Т. Шевченку

Повнофігурний пам'ятник Шевченкові встановлений 1993 року біля школи.

Щойновиявлена пам'ятка монументального мистецтва. Розташований біля школи.
Встановлений 1993 р. Робота самодіяльних майстрів.
Скульптура – бетон, постамент – камінь.
Скульптура – 4 м, постамент – 0,7 м.
Пам'ятний знак «За тверезість»
Пам'ятка історії місцевого значення. Розташована біля церкви.
Встановлений 1901 р.

## Соціальна сфера
Діють загальноосвітня школа І-ІІІ ступенів, клуб, бібліотека, дошкільний заклад, дільнична лікарня, амбулаторія, приватно-оренд. сільсько-господарське підприємство «Урожай», 5 торговельних закладів.
Тернопільська обласна громадська організація "Благодійність" (дільнича лікарня с.Ілавче) знаходиться за адресою: 48134, вул. Йосипа Райха, с.Ілавче, Теребовлянський район, Тернопільська область. Сусіди: з півночі - присадибні ділянки; з заходу - церква; з півдня - вулиця; поліклініка; зі сходу - житлові будівлі.
Дільнича лікарня існує з 1961 року, але у 1996 році була закрита. В кінці цього року (жовтень 1996 р.) за підтримки німецьких меценатів було відновлено роботу лікарні.
Тернопільська обласна громадська організація "Благодійність" (дільнича лікарня с.Ілавче) є  лікувальним закладом, на який покладається виконання функції надання медичної допомоги населенню навколишніх сіл.
У лікувальному закладі функціонує одне дільничне відділення. Ліжковий фонд лікарні становить 15 ліжок цілодобового перебування, на яких щорічно лікуються близько 500 хворих. В лікарні працює 15 працівників (1 лікар, 4 медичних працівники та 10 допоміжного персоналу). На балансі лікарні перебуває 2 автомобіля швидкої допомоги.

## Люди

### Народилися
- Мар'ян Борачок — громадський діяч, художник-декоратор
- Яворський Зенон — хорунжий УСС і УГА
- релігійний діяч, публіцист о. І. Білинський,
- доктор філологічний наук П. Будівський,
- громадський діяч І. Зенчишин,
- поет Ф. Пігович,
- краєзнавець Ярослав Шикула.
- художник Іван Шикульський

### Перебували
- письменник Іван Франко,
- митрополит А. Шептицький.
- Маліброда Олег  — український священник[11].